# دانشگاه استرالیای غربی

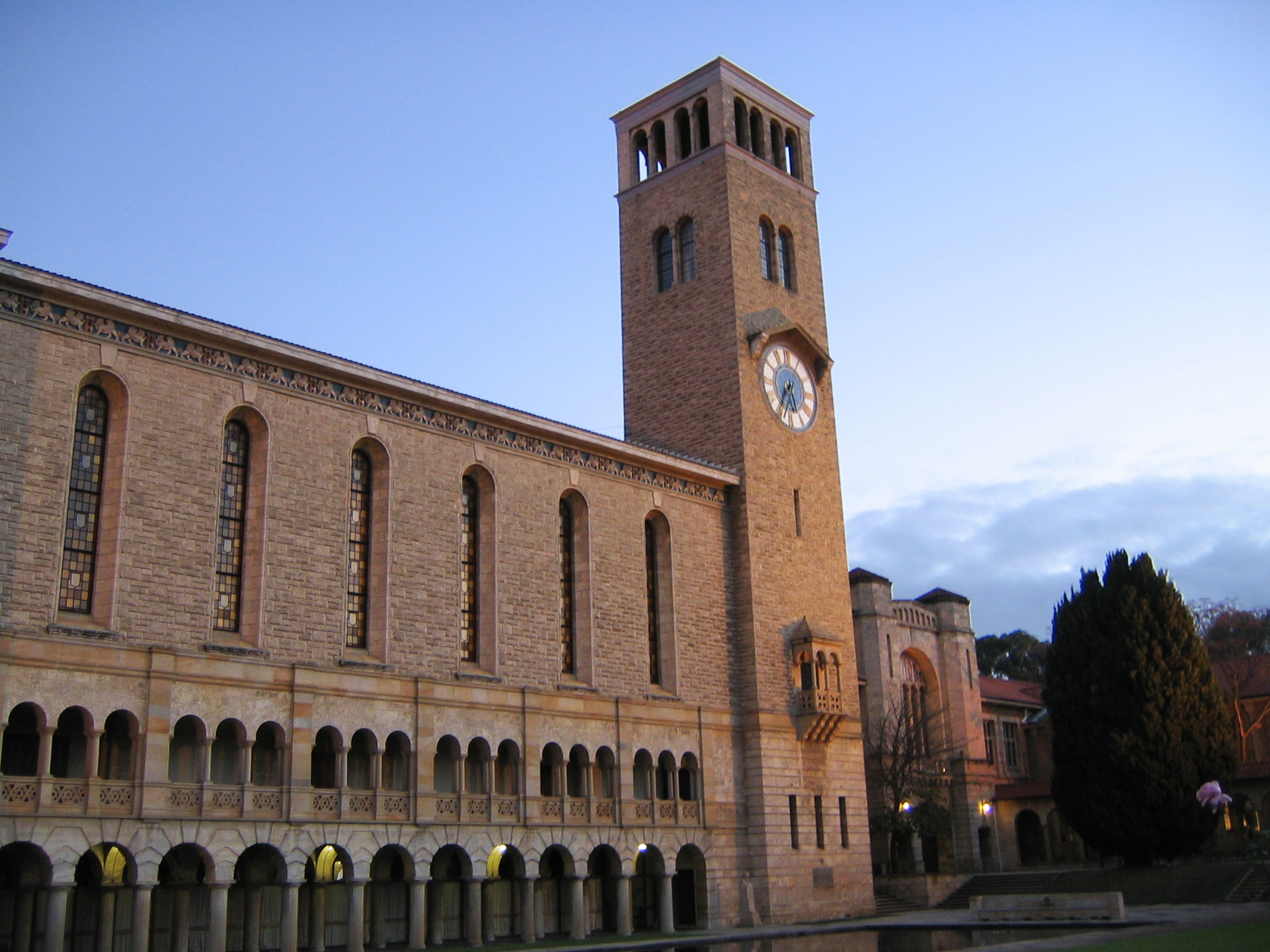
وین‌ثروپ هال، برجسته‌ترین نشان اختصاصی محوطه اصلی دانشگاه استرالیای غربی

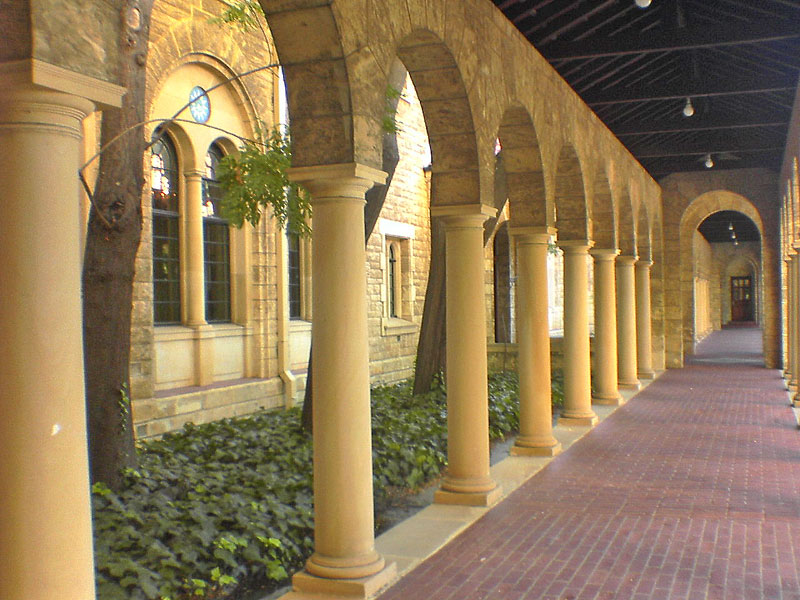
قوس‌های سنگ آهک، یکی از ویژگی‌های برجسته در کنار گذرگاه‌های مخفی قدیمی است

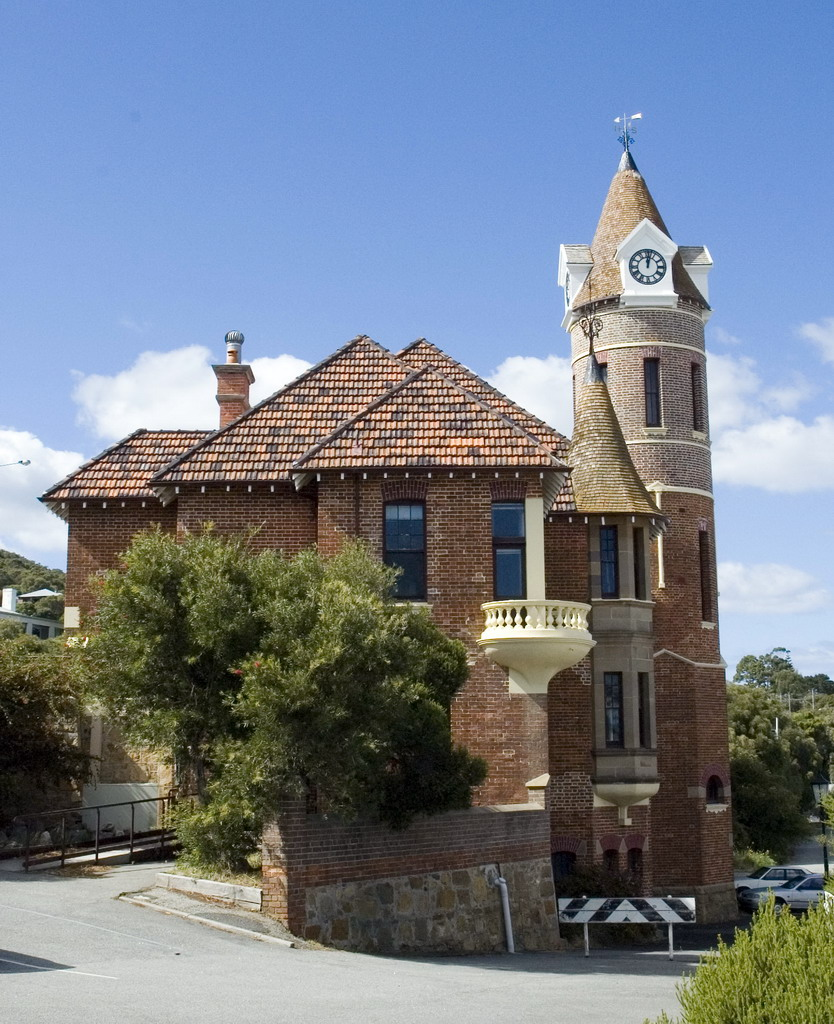
مرکز دانشگاه استرالیای غربی در آلبانی

دانشگاه استرالیای غربی (به انگلیسی: University of Western Australia) به اختصار UWA، یک دانشگاه تحقیقاتی دولتی در پرث واقع در ایالت استرالیای غربی کشور استرالیا است که در سال ۱۹۱۱ میلادی بنیان‌نهاده شده‌است. 
در سال‌های اخیر دانشگاه استرالیای غربی به‌طور کلی یا در نیمه‌پایین یا در خارج از ۱۰۰ دانشگاه برتر جهان رتبه‌بندی می‌شود. این دانشگاه دارای سه (Crawley ,Claremont, Albany) پردیس است.
پردیس Crawley در کنار رودخانه swan در Crawley قرار دارد یکی از زیباترین دانشگاه‌ها در استرالیا محسوب می‌شود. در UWA شما فضاهای سبز پر برگ با حیاطهای باز احاطه شده‌اید، این دانشگاه دارای اتاق و سالن‌های زیاد برای مطالعه و رسیدن به درسهایتان در اختیار دارید همچنین برای استراحت نیز می‌توانید از هوای معتدل Perth استفاده کنید.
پردیس Claremont تنها چند دقیقه از پردیس اصلی crawley فاصله دارد. این پردیس مرکز آموزش زبان انگلیسی، مؤسسه آموزش و مهارت‌های بین‌المللی در زمینه سلامتی، مؤسسه کنفوسیوس و بورد امتحان موسیقی استرالیا (AMEB) می‌باشد.
پردیس Albany دانشگاه استرالیای غربی که در ساحل جنوبی آلبانی که ۴٫۵ ساعت با ماشین از Perth فاصله دارد، است.

## رتبه‌بندی (رنکینگ)
طبق رتبه‌بندی QS و تایمز در سال ۲۰۱۹، دانشگاه استرالیای غربی به ترتیب در رده ۹۱مین و ۱۳۴ مین دانشگاه برتر دنیا و ۷مین دانشگاه برتر استرالیا قرار دارد و طبق رتبه‌بندی دانشگاه‌ها و مؤسسه‌های آموزش عالی در سال ۲۰۱۸، در رده ۹۱مین دانشگاه برتر دنیا و ۵مین دانشگاه برتر استرالیا قرار دارد.
دانشگاه استرالیای غربی به علت دارا بودن بعضی از بالاترین کیفیت دانشجویان، دارای رتبه دوم در استرالیا به لحاظ کیفیت برنامه‌های کارشناسی است. رتبه‌بندی شانگهای، دانشگاه استرالیای غربی همراه با دانشگاه کوئینزلند را به صورت مشترک به عنوان بهترین دانشگاه استرالیا در زمینه پزشکی بالینی و داروسازی قرار داده‌است.
رتبه‌بندی دانشگاه‌ها و مؤسسه‌های آموزش عالی، دانشگاه استرالیای غربی را به عنوان بهترین دانشگاه در استرالیا برای زندگی و علوم کشاورزی معرفی کرده‌است.

## دانش‌آموختگان

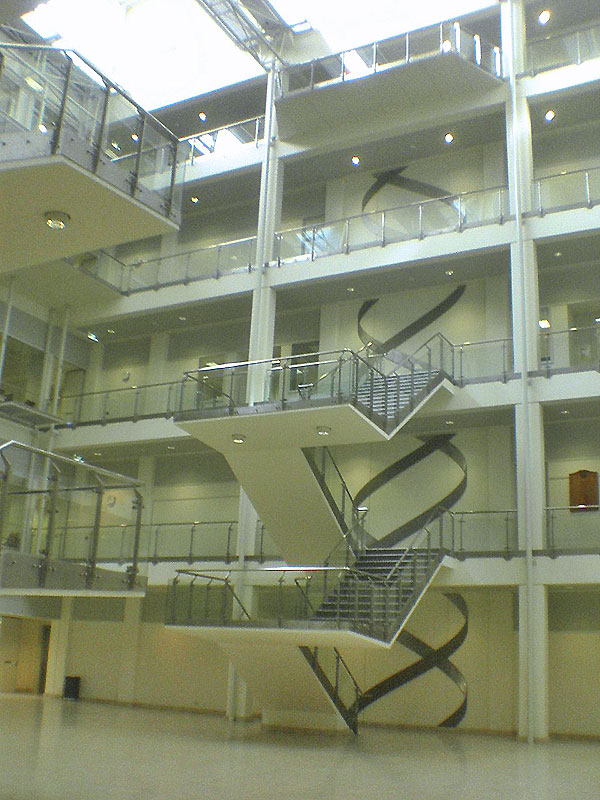
ساختمان دانشگاه استرالیای غربی

فارغ‌التحصیلان دانشگاه استرالیای غربی شامل: یکی از نخست وزیران استرالیا (باب هاوک)، پنج قاضی دادگاه عالی استرالیا (از جمله یک رئیس دادگستری و رابرت فرنچ، رئیس وقت دانشگاه)، یکی از رئیسان بانک رزرو، وزرای مختلف کابینه فدرال و هفت تن از هشت فرماندار اخیر ایالت استرالیای غربی.
در سال ۲۰۱۸، ریاضیدان آکشای ونکاتش، دریافت‌کننده مدال فیلدز از فارغ‌التحصیلان دانشگاه استرالیای غربی بود. بری مارشال و رابین وارن از اعضای هیئت علمی دانشگاه استرالیای غربی، در نتیجه تحقیقات خود در دانشگاه، جایزه نوبل دریافت کردند.